# Barbera
Pour les articles homonymes, voir Barbera (homonymie).
La barbera est un cépage rouge populaire du nord de l'Italie, spécialement du Piémont. 

## Origine

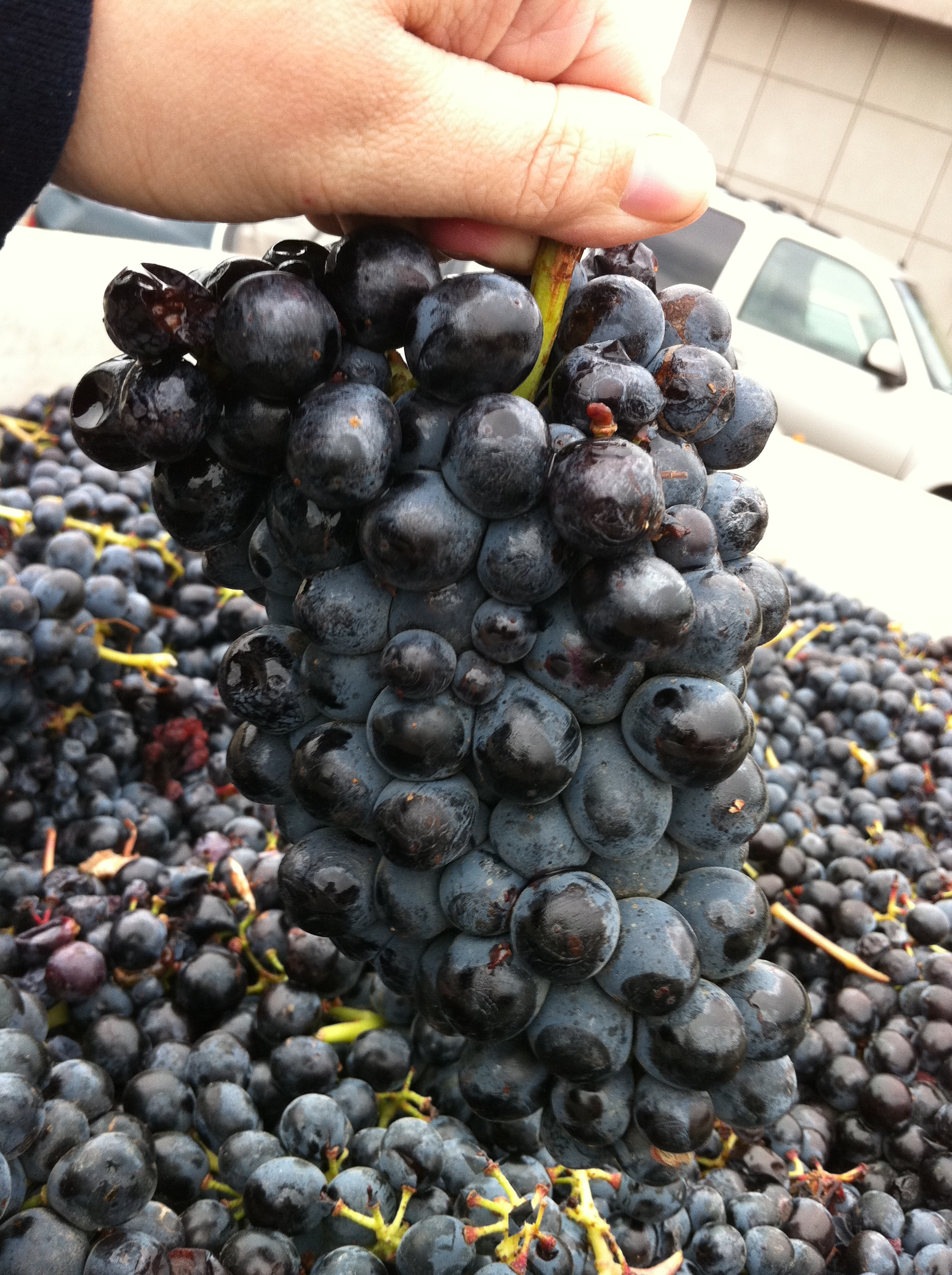
Barbera N

Barbera serait originaire des collines du Monferrat, dans le centre du Piémont, en Italie, où il est connu depuis le XIIIe siècle. Les documents de la cathédrale de Casale Monferrato entre 1246 et 1277 détaillent les accords de location de terres viticoles plantées de bonis vitibus barbexinis ou Barbera, comme on l'appelait alors. Cependant, l'ampélographe Pierre Viala spécule que Barbera est originaire d'Oltrepò Pavese en Lombardie. Des analyses ADN récentes suggèrent que Barbera pourrait être liée au cépage franco-espagnol Mourvèdre.

## Répartition géographique
Elle est classée cépage d'appoint en DOC Albugnano, Barbera d'Alba, Barbera d'Asti, Barbera del Monferrato, Botticino, Canavese, Capriano del Colle, Castel San Lorenzo, Cellatica, Cilento, Colli Bolognesi, Colli di Parma, Colli d'Imola, Colli Piacentini, Colli Tortonesi, Colline Novaresi, Colline Saluzzesi, Coste della Sesia, Franciacorta, Gabiano, Garda, Riviera del Garda Bresciano, Lago di Corbara, Oltrepò pavese, Piemonte, Pinerolese, Rosso Orvietano, Rubino di Cantavenna,  San Colombano al Lambro, Sannio, Terre di Franciacorta et Valsusa.
Elle est classée recommandé dans 41 provinces d'Italie et autorisé dans 26 provinces. En 1990, elle couvrait 47 121 ha. On trouve aussi des petites plantations en Argentine, au Brésil, en Californie et en Australie.

## Synonymes
La barbera est connue sous les noms de :
- barbera amaro
- barbera d'Asti
- barbera dolce
- barbera fina
- barbera forte
- barbera grossa
- barbera mercantile
- barbera nostrana
- barbera riccia
- barbera rissa
- barbera vera
- barberone

## Appellations DOP
Depuis le 1er août 2009, six vins de cépage barbera cultivés dans le Piémont sont protégés par le label de qualité Denominazione di Origine Protetta (DOP).
- Barbera d'Alba
- Barbera d'Asti (suivie ou non de Nizza)
- Barbera d'Asti (suivie ou non de Colli Astiani ou Astiano)
- Barbera d'Asti (suivie ou non de Tinella)
- Barbera del Monferrato
- Barbera del Monferrato Superiore